# 1883 en Belgique
Chronologie de la Belgique
- 1879
- 1880
- 1881
- 1882
- 1883
- 1884
- 1885
- 1886
- 1887

Cette page recense des événements qui se sont produits durant l'année 1883 en Belgique.

## Événements
- 4 février : création de l'Union nationale pour le redressement des griefs, mouvement visant à l'unité du monde catholique face aux libéraux au pouvoir[1].
- 15 juin : adoption de la troisième loi linguistique. Elle impose l’emploi du flamand dans l’enseignement moyen dans la partie flamande du pays[2].
- 24 août : loi instaurant le suffrage capacitaire pour les élections provinciales et communales[3].

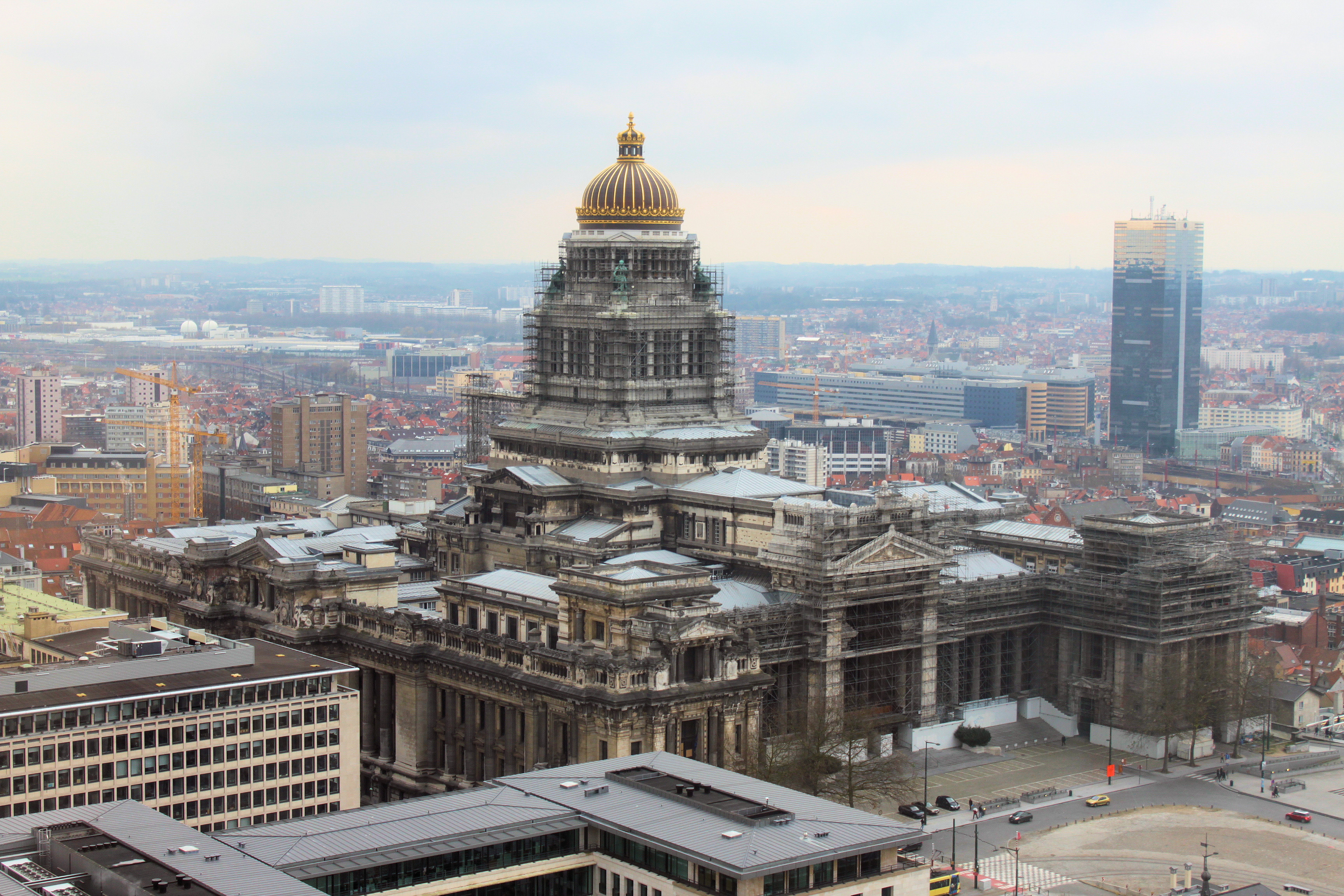
Le palais de justice de Bruxelles (architecte : Joseph Poelaert).

- 15 octobre : inauguration du palais de justice de Bruxelles, œuvre de l'architecte Joseph Poelaert, décédé quatre ans plus tôt. Il est alors le plus grand bâtiment d'Europe[4].

## Culture

### Littérature
- Les Flamandes, recueil d'Émile Verhaeren[5].

## Sciences
- Création de l'Institut Montefiore (électrotechnique) à Liège.

## Naissances
- 1er avril : Albert-Édouard Janssen, homme politique, banquier et professeur († 29 mars 1966).
- 3 avril : Frits van den Berghe, peintre, graveur et dessinateur († 23 septembre 1939).
- 22 avril : Joseph Jacquemotte, homme politique († 11 octobre 1936).
- 1er mai : Pierre Theunis, sculpteur († 24 avril 1950).
- 27 juillet : Fernand Verhaegen, peintre († 27 juillet 1975).
- 2 septembre : Willem Eekelers, homme politique († 18 mai 1954).
- 8 novembre : Robert Godding, homme politique († 6 décembre 1953).
- 12 décembre : Léon van der Essen, historien, professeur à l'université catholique de Louvain († 10 février 1963).
- 16 décembre : Cyrille Van Hauwaert, coureur cycliste († 15 février 1974).
- 23 décembre :
  - Hubert Pierlot, homme politique († 13 décembre 1963).
  - Arthur Vanderstuyft, coureur cycliste († 6 mai 1956).

## Décès
- 16 mai : Ferdinand de Braekeleer, peintre et graveur (° 12 février 1792).